# Leopoldina
Leopoldina je  žensko osebno ime.

## Izvor imena
Ime Leopoldina je različica imena Leopolda oziroma Leopold.

## Pogostost imena
Po podatkih Statističnega urada Republike Slovenije je bilo na dan 31. decembra 2007 v Sloveniji število ženskih oseb z imenom Leopoldina: 593. Med vsemi ženskimi imeni pa je ime Leopoldina po pogostosti uporabe uvrščeno na 239. mesto.

## Osebni praznik
V koledarju je ime skupaj z imenoma Leopolda oziroma Leopold: god praznuje 2. april oziroma 15. novembra.